# Geranomyia brevibasis
Geranomyia brevibasis là một loài ruồi trong họ Limoniidae. Chúng phân bố ở miền Ấn Độ - Mã Lai.